# Lixin Xiang (ort i Kina, Hubei Sheng, lat 30,33, long 112,24)
Lixin Xiang (kinesiska: 立新乡) är en ort i Kina. Den ligger i provinsen Hubei, i den centrala delen av landet, omkring 200 kilometer väster om provinshuvudstaden Wuhan. Antalet invånare är 55 505. Befolkningen består av 25 223 kvinnor och 30 282 män. Barn under 15 år utgör 10,0 %, vuxna 15-64 år 85 %, och äldre över 65 år 4,0 %.
Runt Lixin Xiang är det tätbefolkat, med 369 invånare per kvadratkilometer. Närmaste större samhälle är Shashi, 3,0 km söder om Lixin Xiang. Trakten runt Lixin Xiang består till största delen av jordbruksmark.
Genomsnittlig årsnederbörd är 1 247 millimeter. Den regnigaste månaden är maj, med i genomsnitt 183 mm nederbörd, och den torraste är december, med 19 mm nederbörd.